# جون بي. كامبل
جون بي. كامبل (بالإنجليزية: John B. Campbell)‏ هو عسكري أمريكي، ولد في 13 مارس 1777 في فرجينيا في الولايات المتحدة، وتوفي في 28 أغسطس 1814 في تشيباوا في كندا.